# ساشا لوس
ساشا لوس (الروسية:Саша Лусс، من مواليد 6 يونيو 1992) عارضة أزياء وممثلة روسية.

## روابط خارجية
- ساشا لوس على موقع IMDb (الإنجليزية)
- ساشا لوس على موقع ميتاكريتيك (الإنجليزية)
- ساشا لوس على موقع روتن توميتوز (الإنجليزية)
- ساشا لوس على موقع ألو سيني (الفرنسية)
- ساشا لوس على موقع قاعدة بيانات الفيلم (الإنجليزية)
- ساشا لوس على موقع ليتربوكسد (الإنجليزية)
- ساشا لوس على موقع كينوبويسك (الروسية)
- ساشا لوس على موقع دليل عارضات الأزياء (الإنجليزية)

- Sasha Luss at Dom Models MAG
- Sasha Luss at the دليل عارضات الأزياء
- Sasha Luss at Models.com
- Sasha Luss at Supermodels.nl
- Sasha Luss Sasha Luss on إنستغرام
- ساشا لوس في قاعدة بيانات الأفلام على الإنترنت